# O.K. Gorbacsov
Az O.K. Gorbacsov vagy Clap Your Hands For Michael Gorbatsjov című dal Csepregi Éva 1988-ban megjelent kislemeze, mely Magyarországon 7" inches, míg Hollandiában, és Németországban 12"-es maxi lemezen is megjelentették. 
A dalt az angol Sky Channel is bemutatta 1988-ban, melyet a magyar nézők is láthattak.
A dal Magyarországon magyar nyelven a A sárkány éve című stúdióalbumon található, mely 1988-ban jelent meg hazánkban, míg a Runaway című albumon 1989-ben angolul hallható a dal.

## Megjelenések
12"  Hollandia High Fashion Music – 110016.6
- A	Clap Your Hands For Michael Gorbatsjov	5:12
- B	Clap Your Hands For Michael Gorbatsjov (Instrumental)	3:34
- B1	European Rock	3:28

## Külső hivatkozások
- Hallgasd meg a dalt magyarul[5]
- Élőben a Sky channel műsorából[3]
- Dalszöveg magyarul[6]
- Töltsd le a dalt a Hungaroton honlapjáról[7]
- Bakelit megjelenés az amazon.com oldalon[8]